# Merci Serge Reggiani
Merci Serge Reggiani — десятый студийный альбом франкоканадской певицы Изабель Буле, выпущенный компанией Audiogram в мае 2014.

## Список композиций
| №   | Название                             | Длительность |
| --- | ------------------------------------ | ------------ |
| 1.  | «Ma solitude»                        | 2:15         |
| 2.  | «Ma fille»                           | 3:14         |
| 3.  | «Il suffirait de presque rien»       | 2:27         |
| 4.  | «Le vieux couple»                    | 4:04         |
| 5.  | «De quelles Amériques»               | 2:56         |
| 6.  | «Si tu me payes un verre»            | 2:37         |
| 7.  | «Ma liberté»                         | 2:30         |
| 8.  | «L'abscence»                         | 3:01         |
| 9.  | «Les mensonges d'un père à son fils» | 4:26         |
| 10. | «L'Italien»                          | 3:47         |
| 11. | «Le petit garçon»                    | 3:24         |
| 12. | «T'as l'air d'une chanson»           | 4:00         |
| 13. | «Les amours sans importance»         | 3:06         |
| 14. | «Le déjeuner de soleil»              | 4:04         |

## Альбом
Альбом представляет собой трибьют (album hommage), составленный из кавер-версий песен Сержа Реджани.
С его творчеством Буле впервые познакомилась в возрасте 16 лет, и с 19-ти пробовала исполнять его песни. Композиция Ma fille была впервые записана для концертного альбома Au moment d'être à vous в 2002 году. С самим знаменитым шансонье певица познакомилась в 2003 году на концерте в Парижском Дворце конгрессов, благодаря тому, что у них оказался общий продюсер. По предложению Реджани, они дуэтом исполнили песню Ma fille, а затем маэстро подарил Буле две своих картины, которые она с тех пор бережно хранит.
В апреле 2005 на концертах в «Олимпии» Изабель Буле почтила его память, исполнив песню Le petit garçon, а к десятой годовщине смерти выпустила диск-трибьют. По словам певицы, достигнув 42 лет, она посчитала для себя эту задачу исполнимой, и то, что сам Серж Реджани примерно в том же возрасте начал музыкальную карьеру с исполнения песен Бориса Виана, показалось ей особенным совпадением.
В выборе композиций она руководствовалась личными предпочтениями, остановившись на периоде «Сладкой жизни», поэтому, в частности, такая знаменитая песня о трагических временах, как Les loups sont entrés dans Paris («Волки вошли в Париж»), в альбом не попала.
На вопрос журналистов о том, не представляет ли для неё сложности этот чисто мужской репертуар, певица ответила, что выросла в баре-ресторане, где собиралась преимущественно мужская компания, и в достаточной степени пропиталась её духом. «Конечно, у мужчин ещё осталась тайна, но я их знаю достаточно хорошо, чтобы быть почти их частью. Они раскрывают себя гораздо сильнее через песни и музыку, чем в жизни, поскольку в этом находят законное поле для выражения своих чувств. Во всех человеческих существах есть женственность и мужественность. Серж Реджани был тому одним из самых прекрасных примеров».
Альбом имел довольно большой успех во Франции, где к ноябрю 2014 было продано более 135 000 копий, и в Канаде (более 40 000). Во Франции он получил платиновый сертификат, и 19 марта 2015 стал золотым в Канаде.
В том же году компания Chic Music в сотрудничестве с Канадским обществом культурного наследия и Квебекским обществом развития культурных мероприятий выпустила для поклонников традиционного звука виниловый диск-гигант Merci Serge Reggiani.
На 37-й гала-церемонии ADISQ в ноябре 2015 альбом номинировался на премию Феликс в категории лучших продаж, а Изабель Буле получила приз за его концертное представление.

## Чарты
| Чарт (2014—2015)      | Место / Недели |
| --------------------- | -------------- |
| Canadian Albums Chart | 4              |
| Top Albums France     | 5 / 71         |
| Ultratop (Wallonia)   | 8 / 50         |
| Swiss Albums Chart    | 40 / 10        |